# Atwater (Ohio)
Atwater – jednostka osadnicza w Stanach Zjednoczonych, w stanie Ohio, w hrabstwie Portage.